# پالکونیا
پالکونیا (به مجاری:  Palkonya) یک شهرداری در مجارستان است که در ناحیهٔ شیکلوش واقع شده‌است. پالکونیا ۱۰ کیلومتر مربع مساحت و ۳۰۸ نفر جمعیت دارد.